# Fenimorea
Fenimorea là một chi ốc biển, là động vật thân mềm chân bụng sống ở biển trong họ Drilliidae.

## Các loài
Các loài thuộc chi Fenimorea bao gồm:
- Fenimorea culexensis Nowell-Usticke, 1969[2]
- Fenimorea fucata (Reeve, 1845)[3]
- Fenimorea halidorema Schwengel, 1940[4]
- Fenimorea janetae Bartsch, 1934[5]
- Fenimorea kathyae Tippett, 1995[6]
- Fenimorea pagodula (Dall, 1889)[7]
- Fenimorea petiti Tippett, 1995[8]
- Fenimorea sunderlandi (Petuch, 1987)[9]
- Fenimorea ustickei (Nowell-Usticke, 1959)[10]